# La Pradera de Navalhorno
La Pradera de Navalhorno es una localidad española del municipio de Real Sitio de San Ildefonso, en la provincia de Segovia, comunidad autónoma de Castilla y León. Es un anejo de Valsaín al que está físicamente unido, también perteneciente al Real Sitio de San Ildefonso. En 2021 contaba con una población de 642 habitantes.

## Geografía

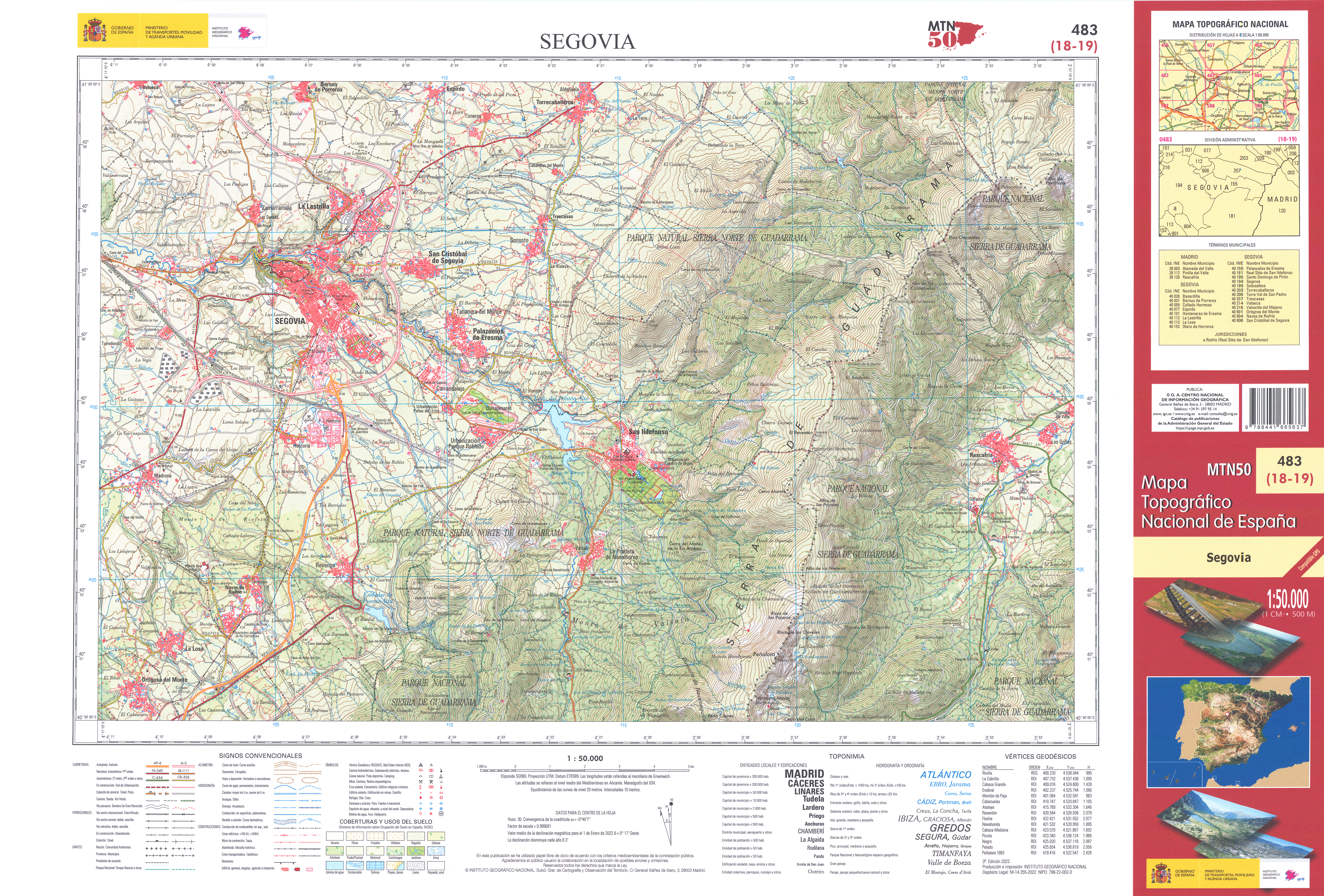
Fragmento de la hoja 483 del Mapa Topográfico Nacional de España de 2022 en el que se representa la localidad de La Pradera de Navalhorno

La Pradera de Navalhorno está dentro del término municipal de Real Sitio de San Ildefonso, siendo una zona aneja de Valsaín se sitúa a una altitud de 1200 metros. Ubicado en la vertiente segoviana de la sierra de Guadarrama, a 75 km de Madrid y a 14 de Segovia, en un área de bosque a tres kilómetros de la localidad de La Granja.
Contiene 10 545 ha de pinares y está considerado como un valioso ejemplo de explotación maderera sin degradar la naturaleza.
El pueblo se alza junto a las ruinas del Palacio de Valsaín, aún apreciables. En Valsaín se encuentra el Centro Nacional de Educación Ambiental.

## Historia

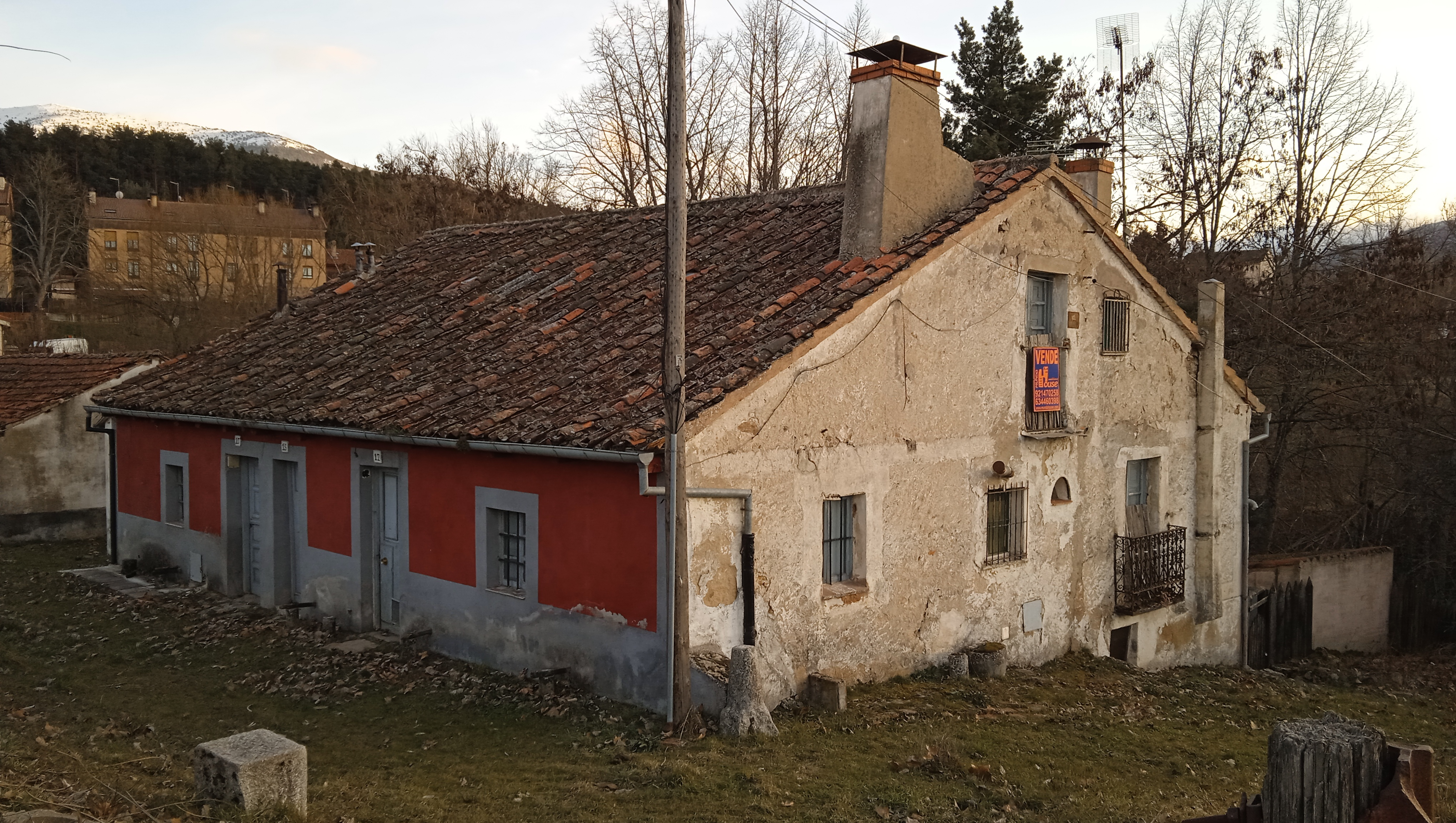
Casa original del barrio de La Pradera de Navalhorno, Valsaín

Es una zona aneja a Valsaín que surgió a raíz de un proyecto del rey Alfonso XII por el que se urbanizó un terreno para la creación del Real Taller de Aserrío en 1883,  emergió como alojamiento de los dependientes, jornaleros e industriales, procedentes del País Vasco, dedicados a la compraventa de pinos. En un principio, era una aglomeración desordenada de casas y talleres de madera, situada en una pradera pantanosa. Posteriormente fue saneado con un trazado de alcantarillas y transformado en una población industrial.
Las antiguas casas estaban hechas de adobe y recubiertas de madera, que se protegía de una capa de grasa procedente de las máquinas de la fábrica, que le confería un color negro. Sobre éstas se entrecruzaban otras maderas de color rojo, que se obtenía de sangre de toro mezclada con aceite.

## Demografía
Evolución de la población
| Gráfica de evolución demográfica de La Pradera de Navalhorno entre 2000 y 2021                                          |
| |
| Población de derecho (2000-2020) según el padrón municipal del INE Población según el padrón municipal de 2021 del INE. |

## Economía
La economía y la cultura de este pueblo se basan en los oficios ligados al pinar: los gabarreros, que recolectan leñas muertas; los ganaderos, que conservan las variedades locales de vaca, los recolectores de setas, que complementan su administración doméstica, etc. En los últimos años se creó un polígono industrial en la zona denominado Polígono de Buenos Aires.

## Autobuses

Plano Metropolitano Segovia donde aparece las líneas a su paso por la Pradera de Navalhorno

La Pradera de Navalhorno forma parte de la red de transporte Metropolitano de Segovia que va recorriendo los distintos pueblos de la provincia
| Línea    | Trayecto |
| -------- | --- |
| M8       | Valsaín - Segovia (por Peñas del Erizo - Quitapesares - Parque Robledo - La Granja - La Pradera de Navalhorno - Barrio Nuevo)                  |
| M8*      | Puerto de Navacerrada - Segovia (por Carrascalejo - Parque Robledo - La Granja - Valsaín/La Pradera - Boca del Asno - Fuente de los Mosquitos) |
| M8 (AVE) | Valsaín - Estación AVE (por La Pradera de Navalhorno - La Granja - Palazuelos de Eresma - Carrascalejo)                                        |

## Patrimonio
- El Real Taller de Aserrío Mecánico, se construyó en 1883, tras el cierre de la Máquina Vieja. Estaba dotado con las mejores máquinas del momento, movidas por vapor. Estuvo en funcionamiento hasta 1964. En la actualidad está prevista su remodelación y modernización integral a través de un proyecto que incluye la creación de un museo de la madera y las tecnologías más actuales en el tratamiento y gestión de este producto;[2][7]
- La Fuente de La Pradera;[8]
- La Cueva de Monje;
- Mirador Embalse de Valsaín;
- El pueblo se encuentra muy próximo a las ruinas del Palacio de Valsaín, aún apreciables;
- También muy próximo se encuentra el Centro Nacional de Educación Ambiental.